# ليو هاو (دراج)
ليو هاو (بالصينية: 刘浩) هو دراج صيني، ولد في 7 نوفمبر 1988 في الصين.

## وصلات خارجية
- ليو هاو على موقع الاتحاد الدولي للدراجات (الإنجليزية)
- ليو هاو على موقع أرشيف الدراجات (الإنجليزية)
- ليو هاو على موقع إحصائيات الدراجات الإحترافية (الإنجليزية)
- ليو هاو على موقع نسبة الدراجات (الإنجليزية)
- ليو هاو على موقع أوليمبيديا (الإنجليزية)